# Jarret Thomas
Pour les articles homonymes, voir Thomas.
Jarret Thomas, né le 6 avril 1981 à Golden dans le Colorado, est un snowboardeur américain spécialisé dans le half-pipe.
Au cours de sa carrière, il a remporté la médaille de bronze olympique en Jeux olympiques d'hiver de 2002 à Salt Lake City en half-pipe.

## Palmarès

### Jeux olympiques d'hiver
- Médaillé de bronze olympique en half-pipe aux Jeux olympiques d'hiver de 2002 à Salt Lake City ( États-Unis)